# Thesium billardieri
Thesium billardieri är en sandelträdsväxtart som beskrevs av Pierre Edmond Boissier. Thesium billardieri ingår i släktet spindelörter, och familjen sandelträdsväxter. Inga underarter finns listade i Catalogue of Life.